# Leőwey Klára Gimnázium
A Leőwey Klára Gimnázium Pécs egyik patinás középiskolája a belvárosi Szent István téren.

## Története
A Szent István téri épületegyüttest Feigler Ignác pozsonyi építész tervei alapján építették 1851-ben fokozatos bővítések mellett. Először 1907-ben kezdett el itt oktatni a Notre Dame Női Kanonokrend mindössze 34 tanulóval. Egy ideig lányiskolaként működő intézmény 1921-ben a Szent Erzsébet nevet vette fel. 4 évvel később egészen 1941-ig az egyetem gyakorlóiskolája volt. Az II. világháborút követően az iskolát államosították, de lelkes tanárainak köszönhetően továbbra is magas szinten folyt az oktatás.
1950. augusztus 21-én vette fel a gimnázium az 1848–49-es forradalom és szabadságharc egyik neves női alakjának, Leövey Klárának a nevét. 1952-57 között a gimnázium épületében működött a Zeneművészeti Gimnázium is. 1956-ban már német nemzetiségi tagozat indult, majd 15 éven belül elindult a biológia, a francia és az angol tagozat is.
Az intézményben irodalmi szakkör is működött, melyet egyszer Kodály Zoltán is meglátogatott. Állítólag a zeneszerző barátnője a Leőwey Klára Gimnáziumba járt. A Szent István téren álló szobra azt a momentumot örökíti meg, ahogy Kodály a hölgyre vár - ennek történeti alapja vitatott.
Az iskola Szent István téri épületét Horn Gyula akkori kormányfő és II. János Pál pápa 1997-es megállapodása alapján 2011. december 31-éig vissza kellett volna adni a Notre Dame Női Kanonokrend magyarországi örökösének, a Ciszterci Rendnek. Az iskola elhelyezésére többféle megoldás is felmerült, például a város oktatási bizottságának 2009-es döntése szerint a pécsi bőrklinika épületét kapták volna meg kárpótlásul, de végül Pécs városa és a zirci apátság meg tudott állapodni abban, hogy az iskola további harminc-ötven évre a jelenlegi épületében maradhasson.
2015-ben a gimnázium a Pécsi Országos Színházi Találkozó egyik színhelye is volt.
Az iskolában található egy Bösendorfer Ignác által gyártott zongora, amelyet 1846-ban Liszt Ferenc adományozott Pécs városának. A hangszer értéke készítőjének és volt tulajdonosának személye miatt felbecsülhetetlen.

## Képzések
- Négyéves képzések:
  - Általános tantervű osztályok

A 9-10. évfolyamon tanulók szabadsávban választható tantárgyak (angol nyelv, német nyelv, matematika, természettudományok, dráma, informatika, fizika, ) közül egyet emelt óraszámban tanulnak, 11-12. évfolyamon tanulók emelt szintű érettségire felkészítő fakultációs tárgyat, tárgyakat választanak.
- - Német nemzetiségi tagozat (Deutscher Nationalitäten-Klassenzug)

1956-ban alapították. A tanulók megismerkednek a német kisebbség nyelvével, irodalmával és kultúrájával; svábbált rendeznek; gyűjtőutakon és diákcseréken vesznek részt. Német nyelven tanulják kötelezően a történelmet, földrajzot, népismeretet; választhatóan a biológiát és a matematikát.
A tagozat tanulója, majd rövid ideig tanára volt Koch Valéria (1949-1998) magyarországi német költőnő, nyelvész, újságíró.
- Ötéves képzések:
  - Arany János Tehetséggondozó Program osztályai
  - Magyar-francia két tanítási nyelvű osztályok - Európa-díjas tagozat
  - Angol és német nyelvi előkészítő osztályok

## Nemzetközi kapcsolatok
1981 óta fokozatosan bővültek az iskola külföldi kapcsolatai.
Testvériskolák:
- Graz, Ausztria - BG+Borg Liebenau[9]
- Fellbach, Németország - Gustav-Streesemann-Gymnasium[10]
- Icking, Németország - Gymnasium Icking[9]
- Sepsiszentgyörgy, Románia - Székely Mikó Kollégium[11]
- Kassa, Szlovákia - Márai Sándor Magyar Tanítási Nyelvű Alapiskola és Gimnázium[12]

## Akadálymentes útvonal
A Szent István téren több irányból is megközelíthető a Leőwey Gimnázium. A legkönnyebb az Apáca utcán végigsétálni, ami a tér közepéről indul balra, az Elefántos ház felső oldaláról, melynek a végén kiérünk a térre, és itt található a bal oldalon. A Ciszterci köz is az Apáca utcába visz, ami a régi megyeháza és a Nagy Lajos Gimnázium között indul szintén balra.

## Rendezvények
- Leőwey-napok (1977 óta)[2]
- karácsonyi koncertek (1981 óta)[2]
- osztály-népdaléneklési verseny (1982 óta)[2]
- Mi bálunk (1999 óta)[2]
- Buzánszky Kupa (2008 óta)

## Igazgatók
A gimnázium igazgatóinak listája:
- Bitter Illés (1907-1912)
- Jakab Béla (1912-1914, 1916-1921)
- Raab M. Szalézia (1914-1916)
- Kuzmics Ferenc (1921-1922)
- Györkös József (1922-1936)
- Bredschneider M. Ilona (1936-1948. június 26.)
- Vókányi Árpádné (1948. június 30. - november 26.)
- Görcs László (1948. november 26. - 1976)
- Bernáth Józsefné (1976-1991)
- Szolcsányi Jánosné (1991-2011)
- dr. Zalay Szabolcs (2011 óta)[14]

## Híres diákjai
- Beleznay Endre - színművész
- Feld István - történész
- Grisnik Petra - színművész
- Hadházy Ákos - politikus
- Lipics Zsolt - színművész
- Mehringer Marci - zenész, énekes
- Ódor Kristóf - színművész
- Tóth Bertalan - politikus